# 裕連
裕連（1847年—？），字海琴，號少逸，博霍羅特氏，蒙古鑲黄旗人，荆州驻防，同治癸酉科举人，光绪癸未科进士。清朝政治人物、進士出身。
光緒九年（1883年），参加癸未科殿試，登進士二甲77名。同年五月，著以主事分部学习。
胞侄錄德，光绪壬辰进士。